# المسيحية في سلوفينيا

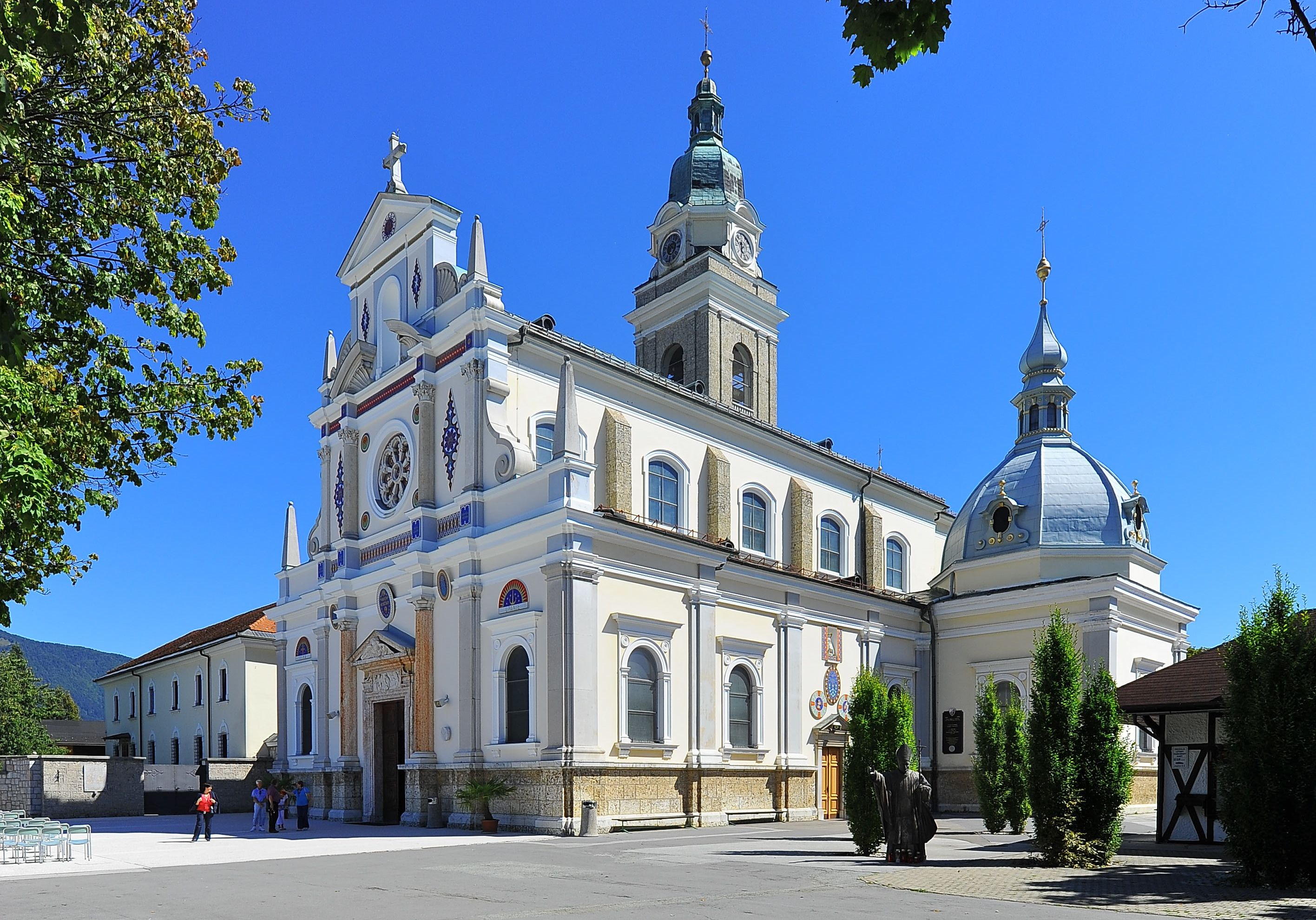
كاتدرائية القديسة مريم، وهي كنيسة وطنية لسلوفينيا وموقع للحج.

المسيحية في سلوفينيا هي الديانة السائدة والمهيمنة، استناداً إلى إحصائية يوروباروميتر لعام 2018 يُشكّل المسيحيين حوالي 77.8% من مجمل السكان في سلوفينيا، الكاثوليك هم أكبر جماعة مسيحية في البلاد ويشكلون نسبة 73.4% من مجمل السكان، أما الأرثوذكس يشكّلون 3.7%، أمّا المسيحيين من الطوائف الأخرى يمثلون 1% من سكان سلوفينيا.
على الرغم من كون سلوفينيا دولة علمانية إلى حد كبير، ومع ذلك، الديانات الكبرى لها دور بارز سياسيًا وقانونيًا، خصوصًا الكاثوليكية المذهب الأكثر انتشارًا والبروتستانتية. حيث تأثرت الثقافة السلوفانيية بشكل واضح من الكنيسة الكاثوليكية واللوثرية. كما أن التأثير الحضاري والثقافي للكاثوليكية والبروتستانتيَّة مهم جدًا للتراث والثقافة السلوفينية بسبب الأهميَّة التاريخيَّة في تطوير الهوية السلوفينية.

## تاريخ

### العصور المبكرة

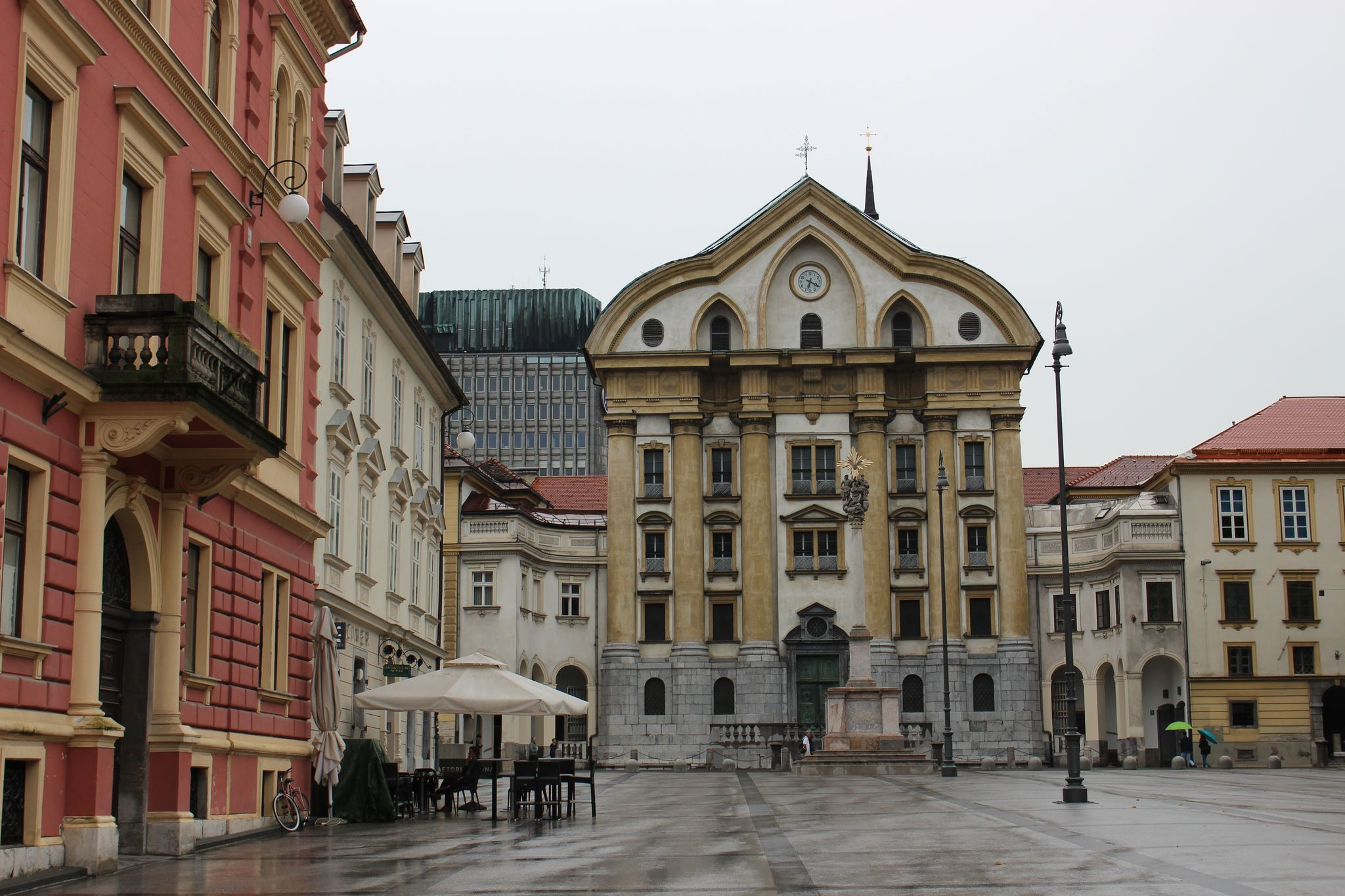
كنيسة أورسولين للثالوث الأقدس في ليوبليانا.

تم غزو الجزء الغربي من شبه جزيرة البلقان من قبل الإمبراطورية الرومانية بحلول عام 168 قبل الميلاد، وقام الرومان بإنشاء مقاطعة ایلیریکوم، والتي تم تقسيمها في نهاية المطاف إلى دالماتيا وبانونيا. دخل السلوفينيون، وهم شعب سلافي، المنطقة من الشرق خلال القرنين الخامس والسادس واستقروا في جبال الألب الجوليانية، في المقاطعات الرومانية القديمة بانونيا ونوريكوم. في عام 745 تعرضت منطقة كارانتانيا وباقي المناطق السلافية المأهولة في سلوفينيا الحالية، للضغوط من قبل قوة أفار الموحدة حديثًا، وتم دمجها في الإمبراطورية الكارولنجية، شهد ذلك تحول الكارانتانيانز وغيرها من شعوب السلاف التي عاشت في سلوفينيا الحالية إلى المسيحية. ليس هناك الكثير من المعلومات عن معمودية الكروات والسلوفينيين، ولكن من المعروف أنهم قبلوا المسيحية بطريقة سلمية وحرة، وأنها وقعت بين القرن السابع والقرن التاسع. وكتب الإمبراطور البيزنطي قسطنطين السابع في كتابه دي أدمينيسترادو إمبيريو أنَّ الإمبراطور البيزنطي هرقل قام بتبادل بعثات دبلوماسية مع شعوب الصرب والكروات والسلوفينيين. اجتاح الفرنجة المنطقة في أواخر القرن الثامن ومعهم جاءت المسيحية، عبر كل من بطريركية أكويليا وكرسي سالزبورغ (سيقسم نهر درافا هذه الولايات القضائية الكنسية حتى القرن الثامن عشر الميلادي). استجابة لطلب شوتيمير (753-769)، الأمير المسيحي الثاني للسلوفينيين، لأسقف لتبشير شعبه، أرسل الرياضياتي وعالم الفلك والكاهن فيرغيليوس سالزبورغ المبشر وربيشوب موديستوس للتبشير في سلوفينيا.
في عهد شارلمان (742-814)، بدأ النبلاء الألمان في التأكد من أن المبشرين السلوفينيين والألمان قد عمدوهم حسب الطقس اللاتيني. خلال القرن التاسع، عمل كيرلس وميثوديوس بين السلاف البانونيين بناءً على طلب الأمير كوسيل، الذي كان ينوي سحب أراضيه من النفوذ الألماني بالانضمام إليهم في أبرشية القديس ميثوديوس السلافية (التي تم إنشاؤها عام 869) ومن خلال تقديم الليتورجيا السلافية. ومع ذلك، أدت جهود كوسيل إلى نهضة سلافية لم تدم طويلاً، حيث استمرت الطقوس اللاتينية في الهيمنة على المنطقة. أصبح كرسي ليوبليانا، الذي أنشئ عام 1461، أول أبرشية في الأراضي السلوفينية. في عام 1788 تم توسيع أبرشية لافانت لتشمل الأراضي السلوفينية، وتم نقلها إلى مدينة ماريبور في عام 1857. أقيمت أبرشية غوريزيا (جوريكا في السلوفينية) في عام 1751.

### الإصلاح البروتستانتي

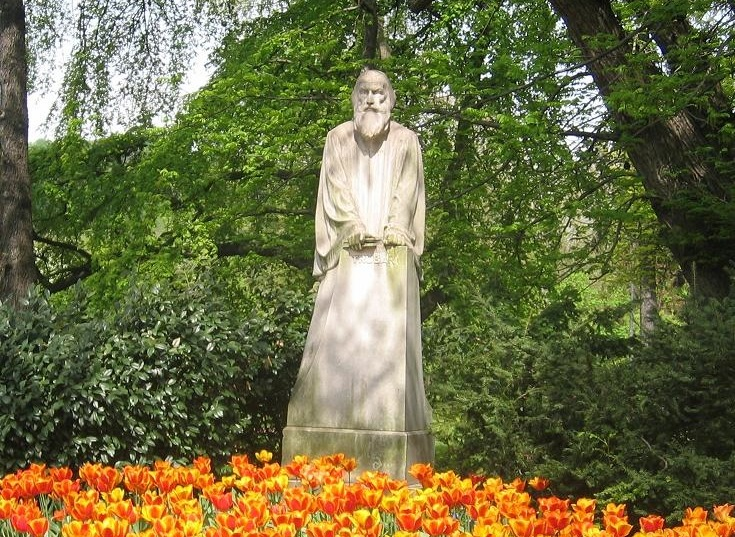
بريموش تروبار، مصلح بروتستانتي سلوفيني معروف بتأليف أول كتاب باللغة السلوفينية المطبوعة.

في القرن السادس عشر، انتشر الإصلاح البروتستانتي في جميع أنحاء الأراضي السلوفينية، كان التأثير الأكثر أهمية للإصلاح البروتستانتي هو إثارة الصحوة الثقافية في سلوفينيا. خلال هذه الفترة، كُتبت الكتب الأولى في اللغة السلوفينية من قبل الواعظ البروتستانتي بريموش تروبار وأتباعه، والذي أنشأ قاعدة لتطوير اللغة السلوفينية. وفي مدينة توبنغن، نُشر الكاتب البروتستانتي بريموش تروبار أول تعليم مسيحي باللغة السلوفينية في عام 1550؛ وستتبع هذه بعد ست سنوات بترجمة العهد الجديد، بالإضافة إلى عشرين كتابًا آخر في كل من الأبجدية اللاتينية والسيريلية. بينما كانت ليوبليانا تمتلك مطبعة بحلول عام 1575، أغلقتها السلطات عندما حاول جوريج دالمين نشر ترجمة سلوفينية للكتاب المقدس. انتقل دالماتين إلى ألمانيا، ونشر كتابه المقدس في عام 1584، مكتملًا بمسرد يمكّن الكروات من قراءته. وفي النصف الثاني من القرن السادس عشر، طبعت العديد من الكتب المسيحية باللغة السلوفينية، بما في ذلك ترجمة متكاملة للكتاب المقدس من قبل جوريج دالماتين.
كان الترويج للغة السلوفينية مهمًا لكل من الكاثوليك والبروتستانت، بالنسبة للأولى كان كوسيلة للاحتفاظ بالاستقلال الثقافي السلوفيني في مجتمع بروتستانتي، وبالنسبة للأخير كوسيلة لكسر سيطرة قواعد السلطة التي تعود إلى قرون. دعم العديد من النبلاء الألمان الذين يعيشون في مقاطعات كارينثيا وكارنيولا وستيريا السلوفينية الإصلاح فقط كوسيلة لكسر سيطرة الكنيسة الكاثوليكية واكتساب الاستقلال السياسي. ومع ذلك، اكتسب الإصلاح المضاد الكاثوليكي تأثيرًا في النهاية وبحلول عام 1628 كان الإمبراطور النمساوي يعطي البروتستانت السلوفينيين الاختيار بين الكاثوليكية أو النفي.

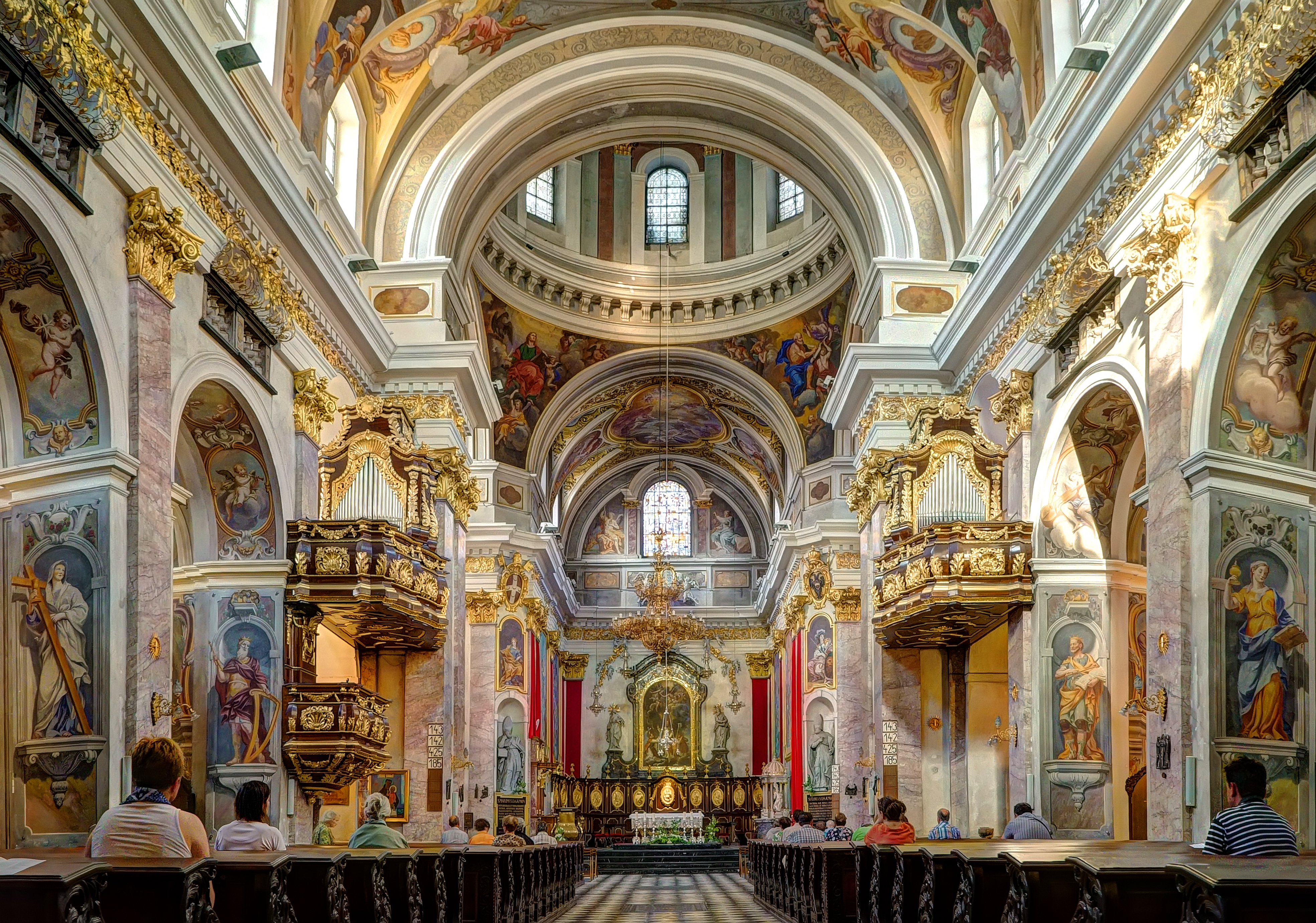
داخل كاتدرائيَّة ليوبليانا.

خلال الإصلاح المضاد في أواخر القرن السادس عشر والسابع عشر، بقيادة أسقف ليوبليانا توماس شرون وسيكاو مارتن برينر ودعم آل هابسبورغ، تم طرد جميع البروتستانت تقريبًا من الأراضي السلوفينية (بإستثناء بريكمورج) وأصبحت الكاثوليكية سمة هامة من سمات الحياة الاجتماعية والسياسية على حد سواء في سلوفينيا. تم تفكيك المدارس الابتدائية باللغة السلوفينية في المدن وتلاشت تدريجياً في المناطق الريفية. أتخذت السلطات النمساوية إجراءات لتقييد انتشار القومية السلوفينية، وفشلت في خنقها تمامًا. في هذه الأثناء، نشر الراهب الكبوشي يانيز سفيتوكريشكي مجلدات من الخطب السلوفينية، وتبعه رهبان آخرون، كانوا مصممون على الدفاع عن اللغة السلوفينية ضد «ألمنة» أو «جرمنة» الأدب الذي يعكس ثقافة ما بعد الإصلاح المحررة بشكل متزايد.
ومع ذلك ترك البروتستانت إرثًا قويًا في تقاليد الثقافة السلوفينية، والتي أدرجت جزئيًا في الحركة الكاثوليكية المكافحة للإصلاح في القرن السابع عشر. وقد ثُبتت التهجئة السلوفينية القديمة، المعروفة أيضًا باسم أبجدية بوهوريتش، وتم تطويرها من قبل البروتستانت في القرن السادس عشر وبقيت قيد الاستخدام حتى منتصف القرن التاسع عشر. في عام 1769، نشر الراهب الأوغسطيني ماركو بوهلين قواعد اللغة السلوفينية التي من شأنها إحياء اللغة.
عندما نهب الأتراك العثمانيون المنطقة خلال القرنين السادس عشر والسابع عشر، أٌجبر العديد من السلوفينيين على التخلي عن منازلهم والتجمع معًا، غالبًا في الكنائس التي أقاموا حولها سواتر للحماية. أدى الغزو التركي لمنطقة البلقان إلى إلحاق الضرر بالاقتصاد السلوفيني، ونتيجة لذلك أدَّت مطالب النبلاء الألمان بالالتزامات الإقطاعية إلى تحريض العديد من الثورات الفلاحية من عام 1470 إلى أواخر القرن السادس عشر.

### العصور الحديثة المبكرة

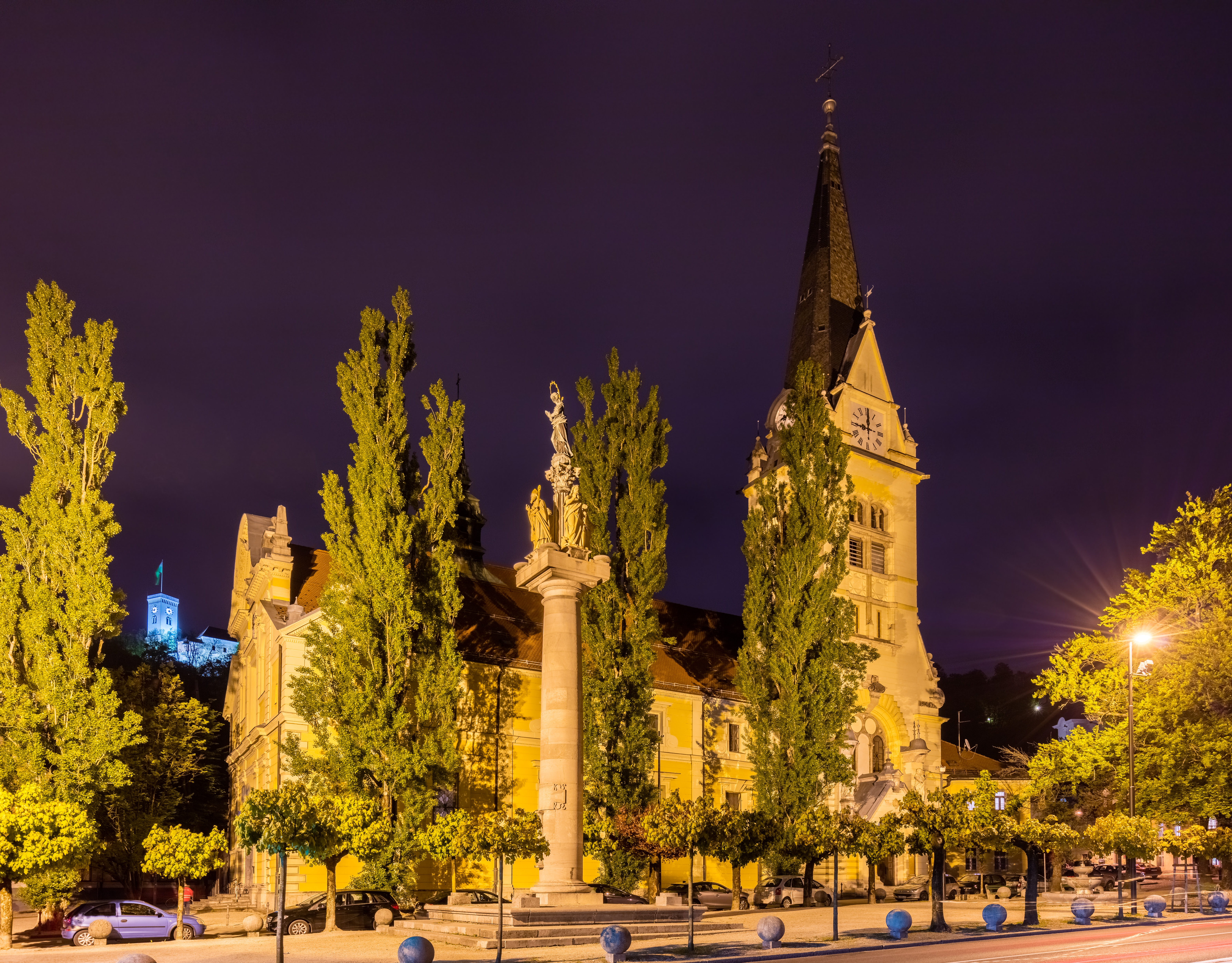
كنيسة القديس يعقوب في ليوبليانا.

خلال القرنين السابع عشر والثامن عشر، طورَّت سلوفينيا اقتصادًا قويًا وتحسنت الظروف المعيشية بسبب زيادة التجارة داخل أوروبا، على الرغم من تآكل قوة الكنيسة ببطء حيث استخدم الأباطرة النمساويون سلطتهم للاستيلاء على الأراضي الرهبانية. بحلول بداية القرن التاسع عشر، امتلكت سلوفينيا جيلًا غارق في مفاهيم التنوير وطبقة فكرية مُدربة في المدارس الكاثوليكية والكتابة باللغة السلوفينية عن الثقافة السلوفينية المثالية. في عام 1809، بعد الانتصارات على الإمبراطورية النمساوية، ضم نابليون بونابرت المقاطعات الثلاث السلوفينية كجزء من المقاطعات السلافية الإيليرية، والتي كانت عاصمتها في ليوبليانا. تم الترويج لدولة إليريا القديمة كقوة موحدة بين السلوفينيين والكروات والصرب زرع البذور الأولى لتوحيد سلافي محتمل. قام الفرنسيون، بإصدار إعلانات باللغتين السلوفينية والألمانية والفرنسية، بإصلاحات شملت طرقًا جديدة، وإنشاء مدارس اللغة السلوفينية وتعيين السلوفينيين في مناصب حكومية.
بينما ألغت الإمبراطورية النمساوية هذه الإصلاحات الفرنسية بعد استعادة السلطة في سلوفينيا عام 1813، واصل المفكرون والنخب بمناقشة تداعيات القومية السلوفينية. لمواجهة هذا الخط الفكري، ابتكر عالم اللغة والرائد اللغوي جيرني كوبيتار لغة أدبية سلوفينية كان يأمل من خلالها تعزيز الدعم لها. وعلى الرغم من ثورة 1848 التي أنهت القنانة، لم يحرز الزخم القومي تقدمًا كبيرًا، واستخدمت الكنيسة الرومانية الكاثوليكية سيطرتها المتجددة على مدارس المنطقة لتعزيز اللغة الصربية في سياق كاثوليكي. انتهت جهودهم في عام 1866، بعد أن عادت السيطرة على التعليم الابتدائي والثانوي غير الديني إلى الدولة. من عام 1879 إلى عام 1893 سمحت الحكومة النمساوية باستخدام اللغة السلوفينية في المدارس وفي بعض الحكومات المحلية. سيطر السلوفينيون على التجمع المحلي لكارنيولا بعد عام 1883، وكان في ليوبليانا عمدة سلوفيني بعد عام 1888.
لتعزيز الثقافة الكاثوليكية بين السكان، تأسست جمعية سانت هيرماجوراس في القرن التاسع عشر في سيلوفيك؛ وتم نقل مقرها الرئيسي إلى سيلجي في عام 1918. منذ ثمانينيات القرن التاسع عشر، هيمنت حرب ثقافية شرسة بين التقليديين الكاثوليك والتكامليين من جهة، والليبراليين والمتقدمين، والمعاديين للإكليروس على الحياة السياسية والعامة في سلوفينيا، وخاصًة في كارنيولا. وخلال الفترة نفسها، أدى نمو التصنيع إلى تكثيف التوترات الاجتماعية. وحشدت كل من الحركات الاشتراكية والمسيحية الإشتراكيَّة الجماهير. في عام 1905، انتخب أول عمدة اشتراكي في الإمبراطورية النمساوية المجرية في بلدة إيدرييا السلوفينية. وفي نفس السنوات، نظم الناشط الاشتراكي المسيحي جانيز إفانجيليست كريك مئات العمال والتعاونيات الزراعية في جميع أنحاء الريف السلوفيني. وفي مواجهة تنامي أيديولوجية قومية ليبرالية، حاولت الكنيسة الكاثوليكية إعادة التعليم ووسائل الإعلام والعديد من الهياكل الاجتماعية إلى قاعدة كاثوليكية، واستعادة الثقافة الكاثوليكية في سلوفينيا. ومع ذلك، فإن الأحداث التي وقعت في أوائل القرن المقبل من شأنها أن تقوض جهودهم.

### صعود يوغوسلافيا

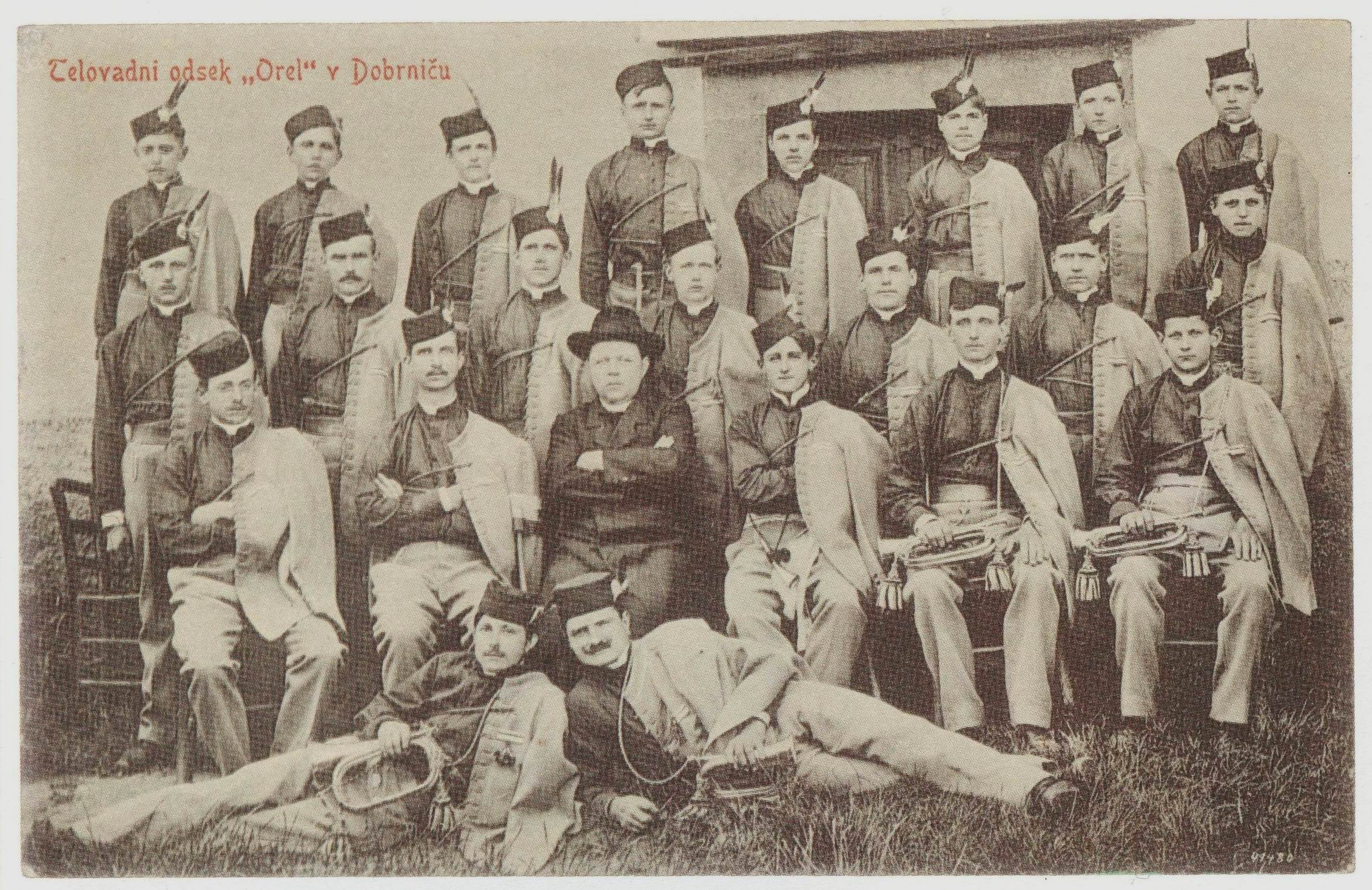
أعضاء جمعية أوريل الكاثوليكية في كارنيولا السفلى قبل الحرب العالمية الأولى.

في أكتوبر من عام 1908، ضمت الإمبراطورية النمساوية المجرية مقاطعات السلاف الجنوبية في البوسنة والهرسك، وهي خطوة اعتبرها العديد من السلوفينيين خطوة نحو تشكيل اتحاد السلاف الجنوبي. بعد عشر سنوات، في ختام الحرب العالمية الأولى، انضمت سلوفينيا إلى مملكة الصرب والكروات والسلوفينيين، وأعيدت تسميتها بمملكة يوغوسلافيا في عام 1929. وساعد أثرياء المنطقة الكاثوليك الذين تضرروا أثناء الحرب في صربيا ومقدونيا من خلال إرسال قساوسة والمساعدات المالية والإنسانية. بحلول أوائل العشرينيات من القرن العشرين، كان المجتمع السلوفيني متجانسًا لدرجة أن ما يقدر بنحو 96% أعلنوا أنهم كاثوليك. من بين الدوريات الأكثر شهرة في ذلك العصر كانت مجلة ملاديكا الكاثوليكية الشهرية (1924-1932)، التي حررها الكاهن فرانس سالسكي فينزغار، والتي نُشرت باللغة السلوفينية.
داخل مملكة يوغوسلافيا، سرعان ما أدركت سلوفينيا أن الأغلبية الصربية تهيمن على المملكة، على الرغم من المعارضة السياسية من الكروات والمقدونيين والأقليات الأخرى. على الرغم من أن الدستور اليوغوسلافي ضمن الحرية والمساواة لجميع الأديان، إلا أن الحكومة فضلت الكنيسة الصربية الأرثوذكسية، مما دفع الكثيرين للانضمام إلى المذهب الأرثوذكسي وأدى إلى انخفاض عدد السكان الرومان الكاثوليك في جنوب يوغوسلافيا. في عام 1922، دعمت سلوفينيا مفاوضات الحكومة اليوغوسلافية مع الكرسي الرسولي بهدف إنشاء حدود أبرشية ودولة مقابلة وإنشاء الليتورجيا الرومانية السلافية في جميع المناطق التي ترغب في ذلك. بينما تم التوصل إلى اتفاق في عام 1935، انحنى البرلمان إلى إرادة الكنيسة الأرثوذكسية ورفض التصديق على القرار.

### الحقبة الشيوعية

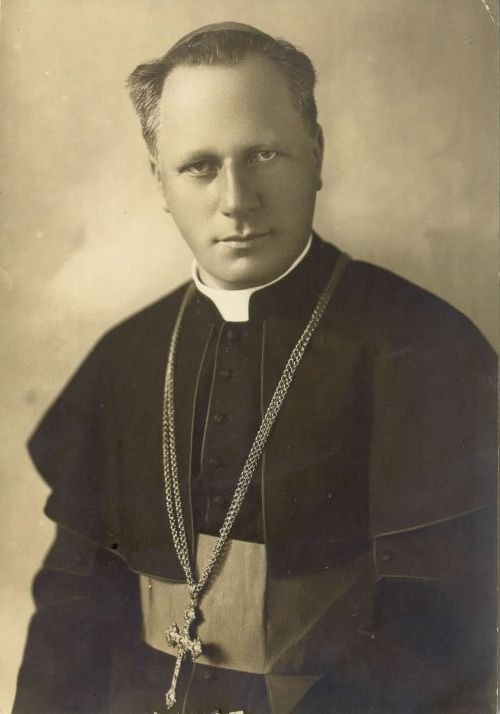
أُجبر أسقف ليوبليانا غريغوريج رومان على الفرار في مايو عام 1945.

خلال الحرب العالمية الثانية، احتلت القوات الألمانية شمال نهر سافا، وأُحتلت سلوفينيا من قبل القوات الإيطالية. في عام 1946 انضمت إلى جمهورية يوغوسلافيا الاتحادية الاشتراكية، التي أعلنها الزعيم الشيوعي جوزيف بروز تيتو عام 1945. على الرغم من أن دستور الجمهورية في 30 نوفمبر 1946 كفل الحرية الدينية، أظهرت الحكومة اليوغوسلافية الجديدة معارضتها للدين من خلال الاضطهاد العلني. أُجبر أسقف ليوبليانا غريغوريج رومان على الفرار في مايو عام 1945، بعدما قامت الحكومة بوصمه على أنه فاشي وخائن لشعبه. تم تأميم أو تدمير جميع المدارس الكاثوليكية تقريبًا، فضلاً عن ممتلكات الكنيسة الأخرى؛ وحظر التعليم الديني في المدارس العامة؛ وتم تقليص وسائل الإعلام الكاثوليكية وتم قمع الجمعيات الدينية.
في عام 1948 حصل انفصال تيتو-ستالين، في السنوات الأولى التي أعقبت الانقسام، تفاقم القمع السياسي والديني، وسجن المئات من السلوفينيين في معسكر اعتقال غولي أوتوك، جنبًا إلى جنب مع الآلاف من الناس من جنسيات أخرى. ومن بين التجارب التي جرت في سلوفينيا بين عام 1945 وعام 1950، كان أهمها محاكمة ناغود ضد المثقفين الديمقراطيين والناشطين الليبراليين اليساريين (1946) ومحاكمات داخاو (1947-1949)، حيث اتهم السجناء السابقون في معسكرات الاعتقال النازية من التعاون مع النازيين. وتعرض العديد من رجال الدين الكاثوليك للإضطهاد. وقد رددت في صحافة الغرب قضية أسقف ليوبليانا أنطون فوفك، الذي غرق بالبنزين واشعل النار من قبل نشطاء شيوعيين خلال زيارة رعوية إلى نوفو ميستو في يناير 1952.
في 31 يناير من عام 1952 حظر النظام الشيوعي رسميًا جميع التعليم الديني في المدارس الحكومية. في تلك السنة طرد النظام أيضًا العاملين في سلك كلية اللاهوت الكاثوليكية في الجامعات اليوغسلافيَّة، والتي لم يتم استعادتها حتى سقوط النظام الشيوعي في عام 1991. في عام 1961، أصبحت ليوبليانا أبرشية بدون حقوق تصويت. في عام 1962، حصل جميع الأساقفة على إذن لحضور المجمع الفاتيكاني الثاني. وعززت هذه الظروف الحياة الدينية إلى حد ما. وفي 25 يونيو 1966، وقعت الحكومة بروتوكولًا مع الفاتيكان ما أدى إلى تحسين العلاقات بين الكنيسة والدولة بشكل أكبر، وأعيدت العلاقات الدبلوماسية بين يوغوسلافيا وروما في 14 أغسطس عام 1970.
بحلول منتصف القرن العشرين، كانت سلوفينيا أكثر جمهورية يوغوسلافيا قابلية للحياة اقتصاديًا واستقرارًا سياسيًا. عندما حدد دستور عام 1974 الجديد إجراءات الميزنة الفيدرالية التي أجبرت سلوفينيا على دعم جمهوريات يوغوسلافيا المتخلفة، ازداد انتقاد المنطقة لمقدار النفوذ الصربي في الحكومة. كما أدانت سلوفينيا القمع الصربي للألبان العرقيين في كوسوفو. بحلول عام 1989، تطورت عدة مجموعات سياسية غير شيوعية في سلوفينيا، وأجريت انتخابات متعددة المرشحين، وتم تشجيع المناقشة المفتوحة لجميع القضايا. في 27 سبتمبر عام 1989، صوت البرلمان السلوفيني لنفسه على حق الانفصال عن يوغوسلافيا. في عام 1990 أصبحت أول جمهورية يوغوسلافية تجري انتخابات متعددة الأحزاب، وأعلنت نفسها مستقلة عن يوغوسلافيا في 25 يونيو عام 1991، في ظل ائتلاف من ستة أحزاب بقيادة الرئيس الإصلاحي المنتخب حديثًا ميلان كوتشان.

### الوضع الراهن

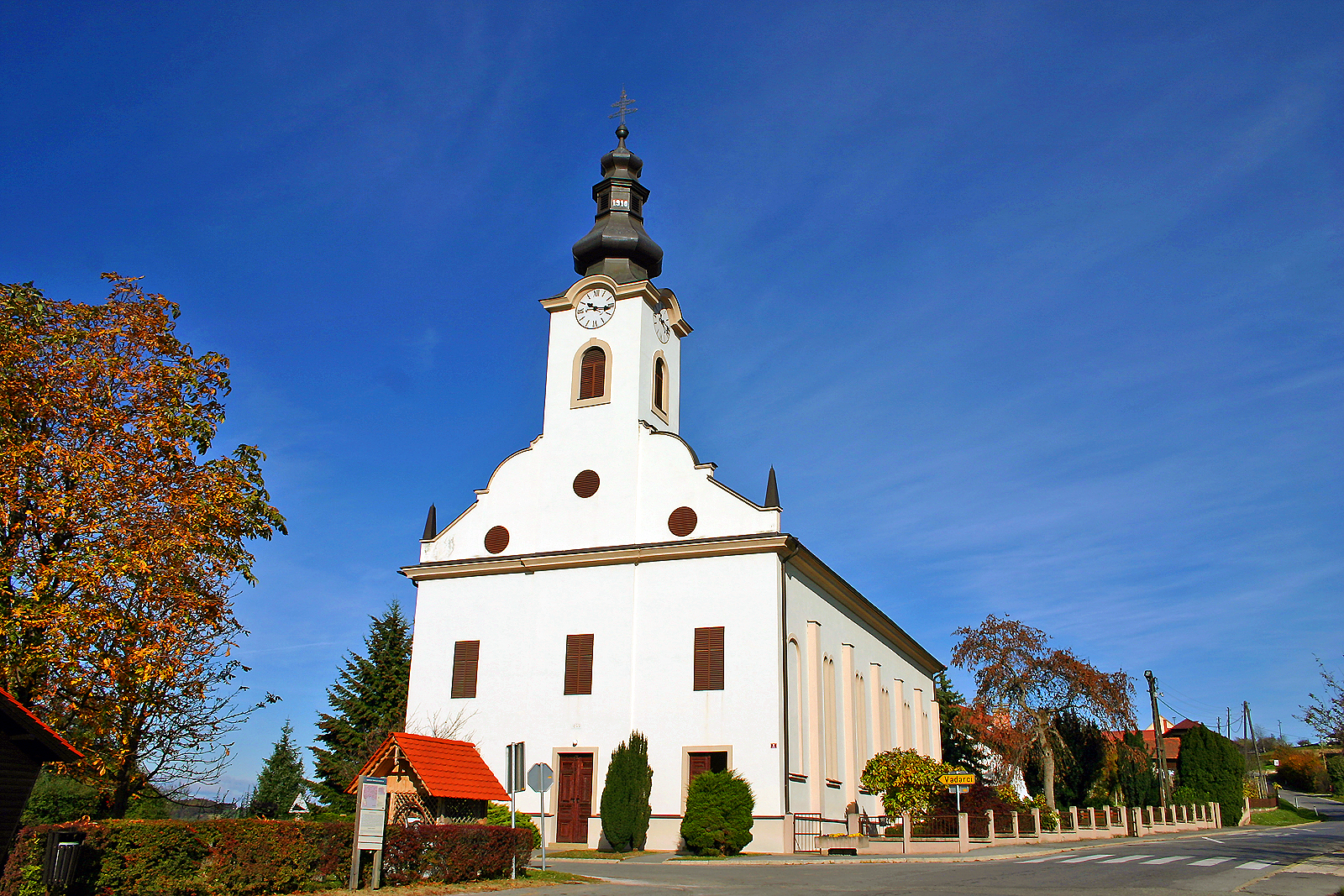
كنيسة بودونشي اللوثرية: التأثير الحضاري والثقافي للبروتستانتية مهم جدًا للتراث والثقافة السلوفينية.

وبعد أن أعلنت سلوفينيا استقلالها عن يوغوسلافيا، استعادت الكنيسة الرومانية الكاثوليكية كامل حريتها ونفوذها. وبعد الاستقلال شهدت الكنيسة الكاثوليكية صحوة ونهضة دينية، وأصبح للكنيسة الكاثوليكية سلطة مستقلة في بعض المناطق، مما جعلها قادرة على توفير التعليم الديني في المدارس الابتدائية والثانوية الحكومية للطلاب الذين يختارونها، وحق إنشاء المدارس الكاثوليكية. وفي 30 ديسمبر من عام 1989 افتتحت سلوفينيا رسميًا انتخابات عام 1990 لأحزاب المعارضة، مما أدى إلى فتح ديمقراطية متعددة الأحزاب. تم إنشاء تحالف المعارضة الديمقراطية في سلوفينيا من الأحزاب السياسية الديمقراطية من خلال اتفاق بين الاتحاد الديمقراطي السلوفيني، والتحالف الديمقراطي الاجتماعي في سلوفينيا، والديمقراطيين المسيحيين السلوفينيين، وتحالف المزارعين والخضر من سلوفينيا. وفي 8 أبريل من عام 1990، أجريت أول انتخابات برلمانية حرة متعددة الأحزاب، وفي الجولة الأولى من الانتخابات الرئاسية. تم تشكيل حكومة ائتلافية بقيادة لوجز بيترل من الحزب الديمقراطي المسيحي، وبدأت الإصلاحات الاقتصادية والسياسية التي أقامت اقتصاد السوق ونظام سياسي ديمقراطي ليبرالي. وفي الوقت نفسه، اتبعت الحكومة استقلال سلوفينيا من يوغوسلافيا.
بينما رحبت الكنيسة باستقلال سلوفينيا، سرعان ما نشأ خلاف بين الحكومة الليبرالية التي وصلت إلى السلطة بعد ميلان كوتشان وقادة الكنيسة حول إعادة تقديم التعليم الديني كجزء من مناهج المدارس العامة، وعودة ممتلكات الكنيسة المصادرة ودور الكنيسة. في عهد رئيس الوزراء الليبرالي يانيز درنوفشيك، سرعان ما توقف تعويض الدولة عن ممتلكات الكنيسة المصادرة، وبحلول عام 1999 تم حل ثلث جميع قضايا الملكية فقط. اعتبرت الكنيسة انتخاب الرئيس المحافظ أندريه باجوك عام 2000 أمرًا مشجعًا. بقيت قضايا أخرى بين المحافظين الكاثوليك والأقلية الليبرالية، أحدها يتعلق بمعاملة الأثرياء الكاثوليك الذين يُزعم أنهم متعاطفون مع النازية، والذين قُتلوا أو طُردوا من سلوفينيا، وصادرت الدولة ممتلكاتهم، بين عام 1946 وعام 1948.
وفقاً لتقرير قام به مركز بيو للأبحاث كانت نسبة السكان المسيحيين في سلوفينيا مستقرة، حيث أظهر الانتماء المسيحي انبعاثًا في بعض البلدان منذ سقوط الاتحاد السوفييتي في عام 1991، وبحسب دراسة لجامعة سانت ماري في لندن عام 2017 كانت الدول الست الأكثر «مسيحية» بين الشباب الأوروبي هي كل من جمهورية أيرلندا والبرتغال والنمسا وبولندا وليتوانيا وسلوفينيا.

## الطوائف المسيحية

### الكاثوليكية

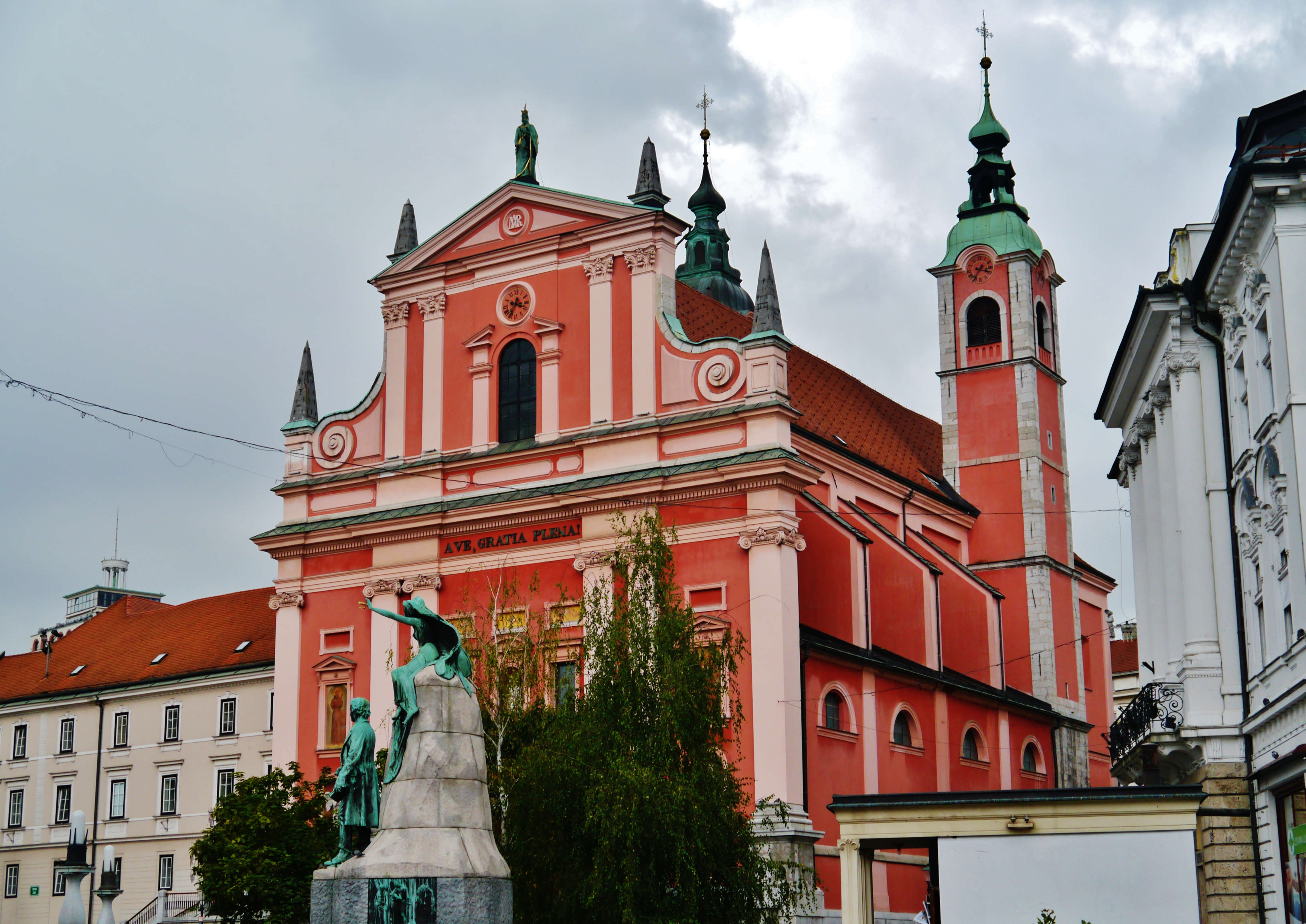
كاتدرائية البشارة الفرنسيسكانيَّة في مدينة ليوبليانا.

قبل الحرب العالمية الثانية، أعلن 97% من السكان أنفسهم أنهم كاثوليك، وكان حوالي 2.5% من أتباع اللوثرية، وعرَّف حوالي 0.5% من السكان أنفسهم بأنهم أعضاء من الطوائف الأخرى. كانت الكاثوليكية سمة هامة من سمات الحياة الاجتماعية والسياسية على حد سواء قبل النظام الشيوعي في سلوفينيا. بعد عام 1945، خضعت البلاد لعملية علمنة تدريجية ولكنها ثابتة. بعد عشر سنوات من الاضطهاد الشديد للأديان، اعتمد النظام الشيوعي سياسة التسامح النسبي تجاه الكنائس، ولكن اقتصر عمل الكنائس على العمل الاجتماعي. بعد عام 1990، استعادت الكنيسة الكاثوليكية بعض من نفوذها السابق، ولكن لا يزال سلوفينيا مجتمع معلمن إلى حد كبير.
الكنيسة الكاثوليكية السلوفينيَّة هي جزء من الكنيسة الكاثوليكية العالمية في ظل القيادة الروحية للبابا في روما ومجلس الأساقفة السلوفيني، ويتوزع كاثوليك البلاد على ستة أبرشيات ومطرانيتين وهي مطرانيَّة ليوبليانا ومطرانيَّة ماريبور مقر الأمير الأسقف. وفقًا لتعداد عام 2002، عرَّف 57.8% من السكان أنفسهم بانهم كاثوليك، أي حوالي 1.1 مليون نسمة. في حين وفقًا لإستقصاء يوروباروميتر عام 2012 شهدت أعداد الكاثوليك زيادة حيث وجد أنَّ 68% من سكان سلوفينيا مسيحيين ومنهم 64% كاثوليك. وفي عام 2018 وجد إستقصاء يوروباروميتر أن 73.4% من سكان البلاد يقولون أنهم كاثوليك. ينتمي الغالبية العظمى من الكاثوليك السلوفينيين إلى الطقوس اللاتينية أي الكنيسة الرومانية الكاثوليكية. وهناك أعداد صغيرة من الكاثوليك الشرقيين يعيشون في منطقة كارنيولا البيضاء.

### البروتستانتية

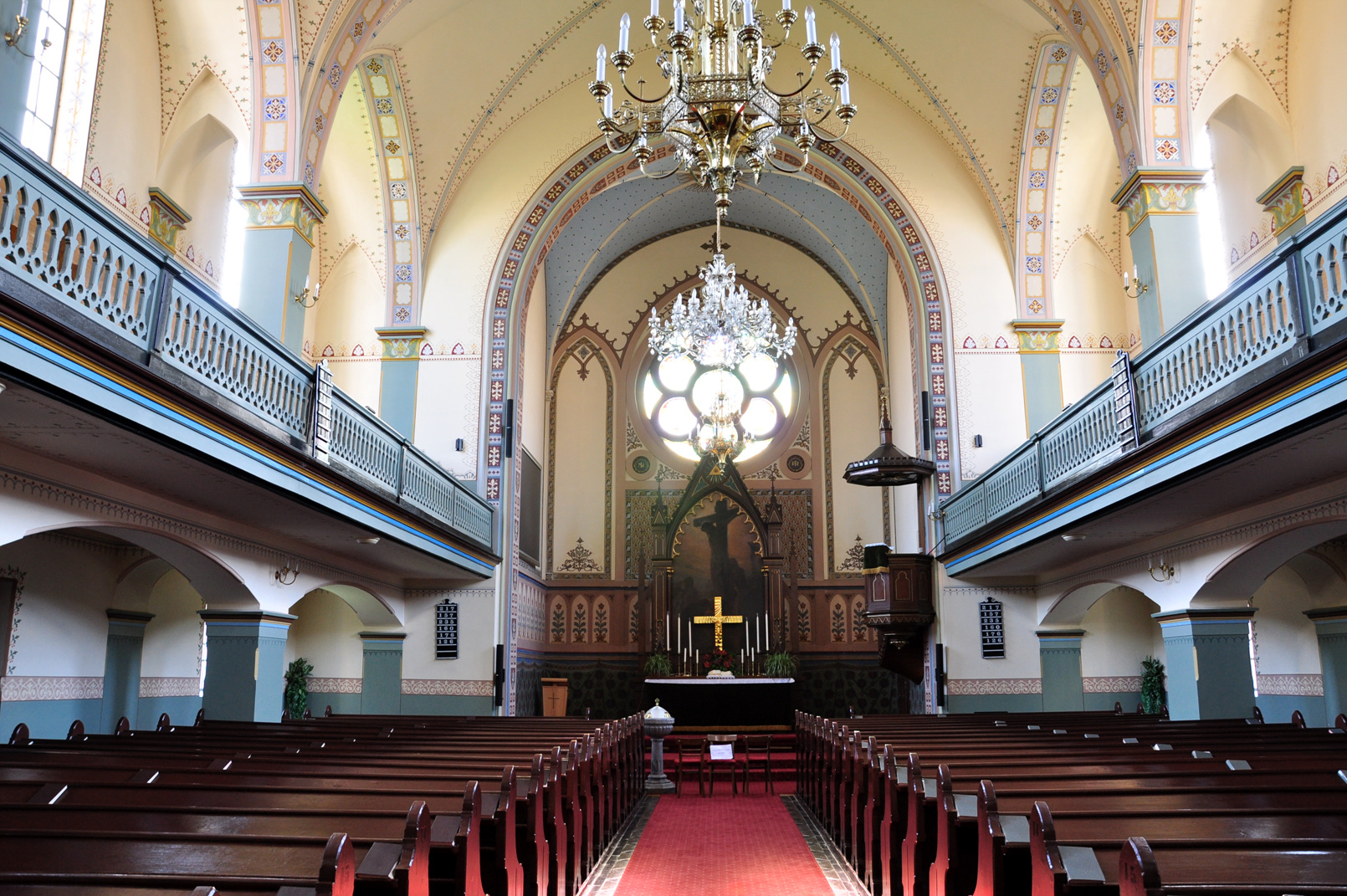
داخل كنيسة مورسكا سوبوتا اللوثريَّة.

رغم وجود عدد صغير نسبيًا من البروتستانت (أقل من 1% في عام 2002)، الا أن التأثير الحضاري والثقافي للبروتستانتية مهم جدًا للتراث والثقافة السلوفينية بسبب الأهميَّة التاريخيَّة للبروتستانتية، بالنظر إلى أن تم إنشاء قواعد اللغة السلوفينية والأدب السلوفيني من قبل المصلحين البروتستانت في القرن السادس عشر. أصبحت اللوثرية الطائفة البروتستانتية الأكثر شعبيًّة في سلوفينيا، إلى جانب حضور صغير نسبيًا لأتباع الكالفينية. نجت البروتستانتية من مكافحة الإصلاح التي نفذتها آل هابسبورغ الكاثوليكيَّة. حيث اجتاحت الإصلاح المضاد معظم سلوفينيا، بإستثناء المناطق الشرقيَّة التي كان يحكمها النبلاء المجرييم، الذين كانوا من أتباع المذهب الكالفيني. وبالتالي لم يسعوا إلى إخماد اللوثرية، والتي المذهب البروتستانتي المفضل بين السلوفينيين.
وفقًا لتعداد عام 2002، عرف 0.8% من السكان أنفسهم بأنهم لوثريين، أي حوالي 15 ألف نسمة. وتعيش أقلية كبيرة لوثرية في المنطقة الشرقية لبيركمودي، حيث تمثل نحو خمس السكان ويرأسها المطران.

### الأرثوذكسية الشرقية
في عام 2018 شكل أتباع الكنيسة الأرثوذكسية الشرقية 3.7% من السكان. معظمهم منتمين إلى الكنيسة الصربية الأرثوذكسية في حين ينتمي أقلية إلى الكنيسة المقدونية الأرثوذكسية وغيرها من الكنائس الأرثوذكسية. ويخضع المسيحيون الأرثوذكس الشرقيون في سلوفينيا للولاية الكنسيَّة للمتروبوليتية الأرثوذكسية الصربية في زغرب وليوبليانا.